# Каср-Ибрим
Каср-Ибрим (араб. قصر ابريم‎) — развалины древнего города средневековой Нижней Нубии, находится на юге современного Египта. Древний город изначально располагался на правом склоне берега Нила, но во второй половине XX века в результате заполнения водохранилища Насер, Каср-Ибрим фактически стал островом. Каср-Ибрим остался единственным археологическим памятником в районе затопления, который оказался выше нового уровня воды. И до, и после строительства плотины Каср-Ибрим привлекал к себе археологов, в настоящее время он закрыт для посещения, на нём работают только специалисты.
Первые раскопки Каср-Ибрима предприняла экспедиция Пенсильванского университета в 1911 году. Археологами установлено, что первые поселения Каср-Ибрима датируются Египетским Поздним периодом. Поселение достигло расцвета в Средние века, в этот период в Каср-Ибриме располагалась епархия государства Нобатии. В Каср-Ибриме найдена богатейшая на сегодняшний день коллекция документов на древненубийском языке, включая документы епархии. Каср-Ибрим был населён вплоть до 1840-х годов.
Восстанавливаемый археологами замок-крепость Ибрим построен на фундаменте более древней постройки времён египетских фараонов. Строительство продолжалось в римский период, во времена префектуры Гая Петрония, в царствование императора Августа. Установлено, что в этот период строительство велось с использованием материалов более древних построек. Старейший раскопанный храм датируется эпохой фараона Тахарка. На этом храме изображён фараон, приносящий пожертвование богам. Древнейшим найденным артефактом является стела, воздвигнутая на 8-м году царствования фараона Аменхотепа I.
Стела фараона Аменхотепа I использовалась при строительстве гораздо более позднего Византийского кафедрального храма, дошедшего до наших дней в руинах. В наше время эта стела находится в коллекции Британского музея. На западном склоне замка-крепости Ибрим располагаются несколько небольших храмов, высеченных в камне по приказу египетского наместника царства Куш и посвящённых различным правителям Египетского Нового царства и египетским божествам. Во время подготовки территории к затоплению при строительстве Асуанской плотины в Каср-Ибриме проводились работы, во время которых барельефы срезались и перевозились в район Нового Вади-эс-Себе. Большая каменная стела Сети I, воздвигнутая египетским наместником времён фараона Аменомопе, обнаруженная на южном склоне замка-крепости Ибрим, была перевезена в местность Новая Калабша в окрестностях Асуана.